# Magia nel lago
Magia nel lago (Magic in the Water) è un film del 1995 diretto da Rick Stevenson.
Pellicola fantastica con interpreti principali Harley Jane Kozak, Mark Harmon, Joshua Jackson e Sarah Wayne.

## Trama
Ashley è depressa perché suo padre Jack passa tutto il tempo sul suo lavoro, come psicologo via etere, trascurando lei e suo fratello maggiore Joshua. Un giorno, il padre decide di partire per un remoto lago Canadese popolato da turisti attirati da una leggenda che vuole ci sia un mostro marino che vive nel lago, Orky. Affittano una casa sul lago accanto ad una anziano nativo americano sulla sedia a rotelle, qui Jack incontra anche una giovane psichiatra, Wanda, che sta cercando di aiutare alcune persone locali gravemente malate e depresse che si sono ammalate all'improvviso senza una spiegazione plausibile.
Quando Ashley scappa di casa, Jack si ammala mentre la sta cercando, ma Ashley scopre che Orky non è solo una leggenda e ci fa amicizia venendo a sapere che anche lui è malato e sta morendo, proprio come quegli abitanti, così insieme a Joshua scopre che il mostro possiede le persone per cercare di avvertirli che è in fin di vita a causa di uno spietato uomo d'affari che rilascia abusivamente rifiuti tossici nel lago, i due ragazzi riescono a denunciare gli illeciti dell'uomo d'affari e, con l'aiuto del loro anziano vicino e di un giovane ragazzo giapponese nipote di cacciatori di mostri, trovano un antico totem nel bosco per aiutare il mostro morente, e di conseguenza anche la popolazione malata. Si riprende così anche Jack che, capita l'importanza della famiglia, d'ora in poi si impegnerà a fondo nel rapporto con i figli.

## Produzione
Il film è stato distribuito dalla TriStar Pictures e prodotto dalla Triumph Films, girato interamente nella Columbia Britannica, a Kaslo e a Vancouver.